# Lisoclino
In geologia, oceanografia chimica e biologica, con il termine lisoclino ci si riferisce alla profondità dell'acqua di mare alla quale il tasso di dissoluzione della calcite inizia ad aumentare in modo considerevole per effetto della pressione esercitata dalla massa d'acqua soprastante.
Il lisoclino è il limite superiore di questa zona di transizione, mentre la profondità di compensazione dei carbonati rappresenta il limite inferiore.

## Descrizione

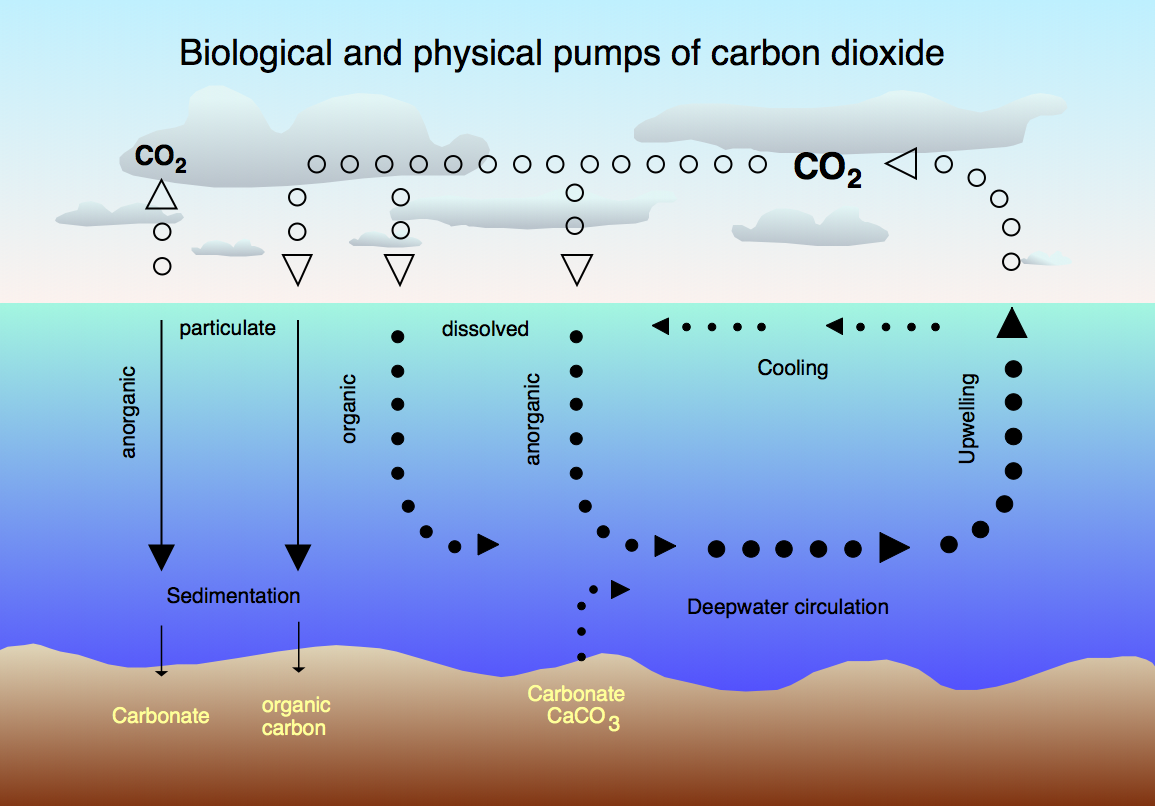
Il ciclo della CO_{2} tra l'atmosfera e le acque oceaniche.

Le acque poco profonde sono in genere soprasature in calcite, la forma più comune del carbonato di calcio (CaCO3,) o del suo polimorfo l'aragonite. Pertanto alla morte di un organismo marino che possiede un guscio a base di carbonato di calcio, come il plancton calcareo, i crostacei o i bivalvi, il suo scheletro tende a cadere sul fondo del mare. Se l'acqua non è molto profonda, il residuo calcareo rimane inalterato e può conservarsi per lungo tempo senza disciogliersi. Se tuttavia la discesa lungo la colonna d'acqua continua, si può raggiungere una profondità alla quale la saturazione del carbonato diminuisce e il guscio calcareo inizia a dissolversi. 
Si instaura infatti la seguente reazione:
{\displaystyle \mathrm {CaCO_{3}+CO_{2}+H_{2}O\ \rightleftharpoons \ Ca^{2+}(aq)+2\ HCO_{3}^{-}(aq)} }
Questa profondità viene chiamata lisoclino.
Un'ulteriore discesa lungo la colonna d'acqua porta il guscio calcareo a raggiungere la profondità di compensazione dei carbonati (di solito abbreviata in CCD, dall'acronimo della terminologia inglese Carbonate Compensation Depth), alla quale il tasso di formazione della calcite eguaglia quello della sua dissoluzione, portando quindi alla scomparsa del guscio calcareo.

## Oscillazioni della profondità

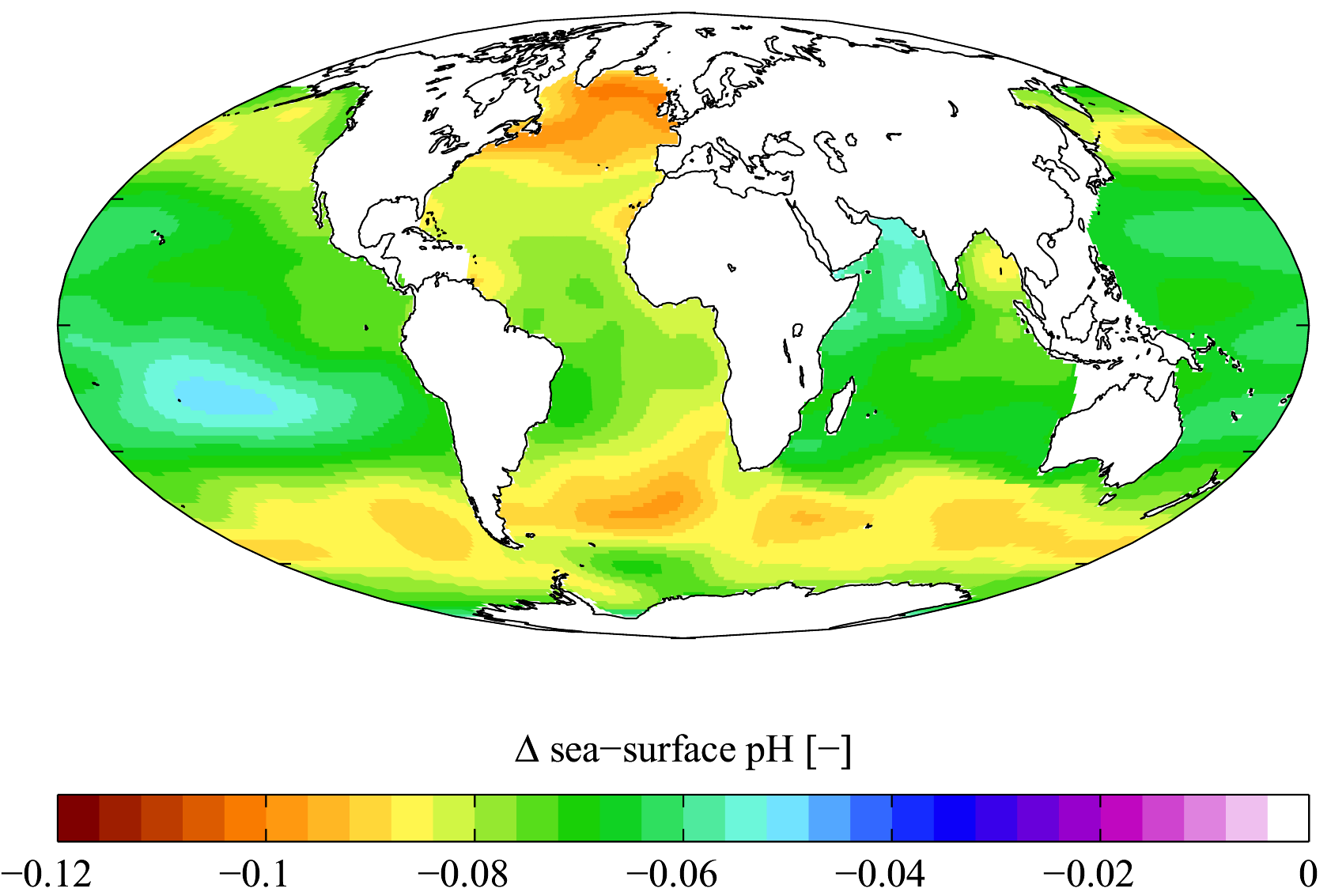
Cambiamento del pH della superficie marina causato da CO_{2} di origine antropogenica tra il 1700 e il 1990.

Il valore di profondità a cui si instaura il lisoclino e successivamente la CCD, sono variabili in funzione delle condizioni fisico-chimiche dell'acqua marina. Infatti la solubilità del carbonato di calcio aumenta all'aumentare della pressione e al diminuire della temperatura. In particolare la dipendenza dalla temperatura fa sì che le linee di livello del lisoclino non siano parallele negli oceani, ma dipendano fortemente dalla latitudine e dalla massa d'acqua; il valore quindi fluttua anche in funzione della distanza dalla costa e della profondità del sottostante bacino oceanico.
Inoltre, come si evince dall'equazione chimica del paragrafo precedente, dipende anche dalla concentrazione dell'anidride carbonica (CO2) che è a sua volta collegata al livello di acidificazione degli oceani. Un aumento della CO2 disciolta nell'acqua, infatti sposta verso destra l'equilibrio della reazione portando ad una maggiore dissolubilità dei gusci calcarei. È noto infatti che il calcare si scioglie in ambiente acido.
Il livello medio del lisoclino e della profondità di compensazione dei carbonati si situano a profondità maggiori nell'Oceano Atlantico (5.000-6.000 m) che nell'Oceano Pacifico (4.000-5.000 m); i valori maggiori si riferiscono alle zone tropicali e equatoriali, mentre risalgono nelle regioni polari dove l'acqua è più fredda.
La profondità varia anche in funzione della composizione salina dell'acqua marina e della sua temperatura.

## Fluttuazioni temporali
L'attuale aumento della concentrazione di anidride carbonica nell'atmosfera, causata dalle emissioni derivanti dall'impiego di combustibili fossili, avrà una inevitabile influenza anche sull'acidificazione delle acque oceaniche, che provocherà un innalzamento della soglia di instaurazione della CCD. Invece il progressivo aumento della temperatura media delle acque avrà un effetto opposto sulla profondità del lisoclino.
La profondità del lisoclino non è stata costante nel corso delle ere geologiche. Il livello di instaurazione si era innalzato verso acque meno profonde nel periodo compreso tra il Cretacico e l'Eocene, soprattutto durante il caldo periodo del massimo termico del Paleocene-Eocene quando anche il livello della CO2 era più elevato.